# Mont Chiroro
Le mont Chiroro (チロロ岳, Chiroro-dake) est une montagne culminant à 1 880 m d'altitude dans les monts Hidaka de l'île de Hokkaidō au Japon.